# Eleutherodactylinae
Eleutherodactylinae là một phân họ ếch nhái trong họ Eleutherodactylidae. Các loài thuộc phân họ này thường phân bố từ vùng Bắc Nam Mỹ, Caribbe, và cực Nam của Nam Mỹ.

## Các chi
Có 2 chi được ghi nhận thuộc phân họ này với khoảng 197 loài:
- Diasporus Hedges, Duellman, and Heinicke, 2008
- Eleutherodactylus Duméril and Bibron, 1841